# Erythrocera genalis
Erythrocera genalis là một loài ruồi trong họ Tachinidae.